# 華蔵院 (ひたちなか市)
華蔵院（けぞういん）は、茨城県ひたちなか市にある真言宗智山派の寺院。

## 歴史
1163年（応保3年）に開山されたといわれている。1864年（元治元年）の天狗党の乱のあおりを受け焼失した。1881年（明治14年）に再建されている。
当院の梵鐘は、「華蔵院の猫」の民話でも知られているものである。元々は常陸国那珂郡上檜沢村（現・茨城県常陸大宮市）の浄因寺（現在は廃寺）にあったもので、水戸藩より大砲鋳造のために供出させられたが、なぜか鋳潰されずに残ったため、最終的に当院の所有に帰することになった。

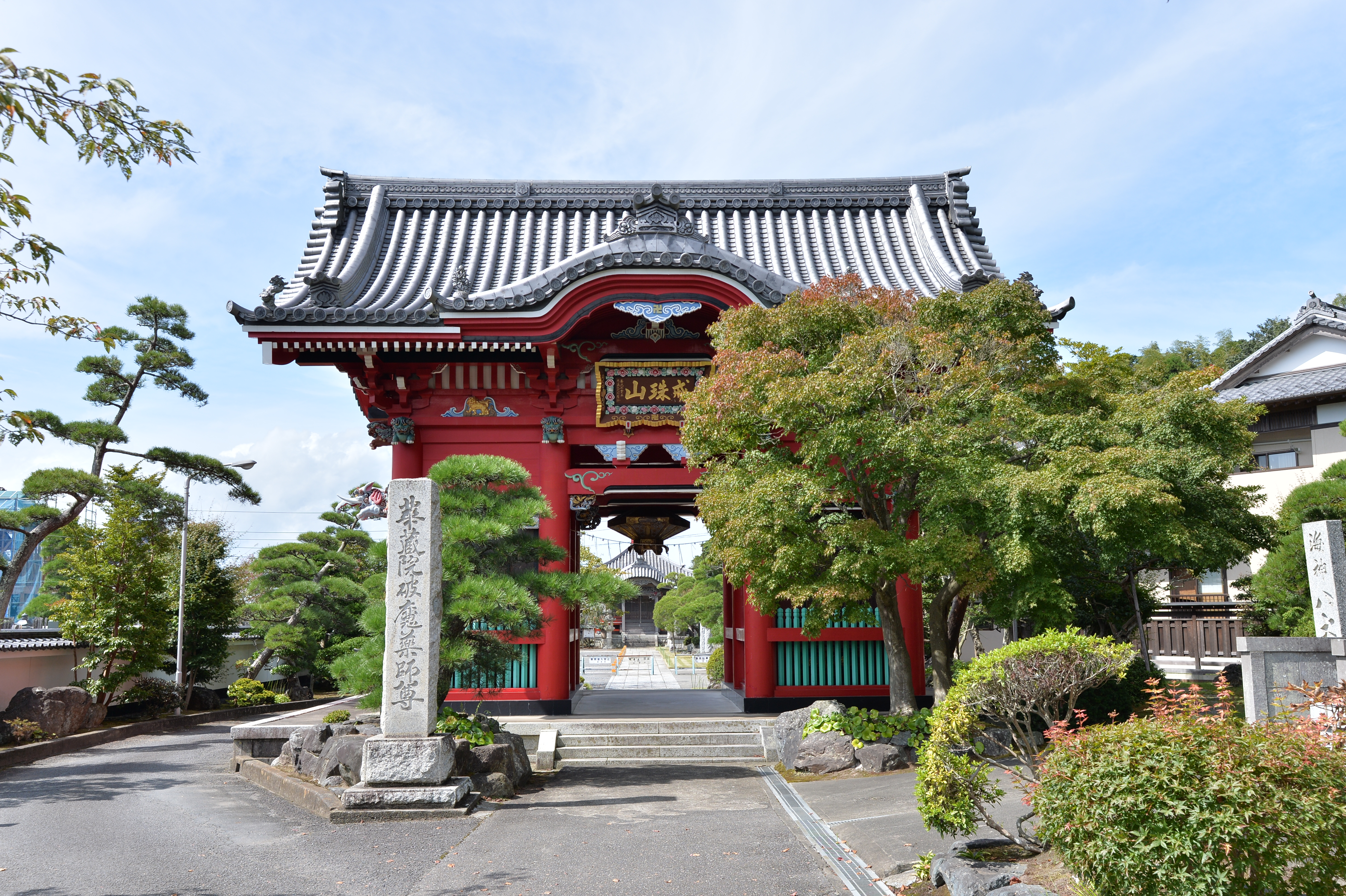
仁王門
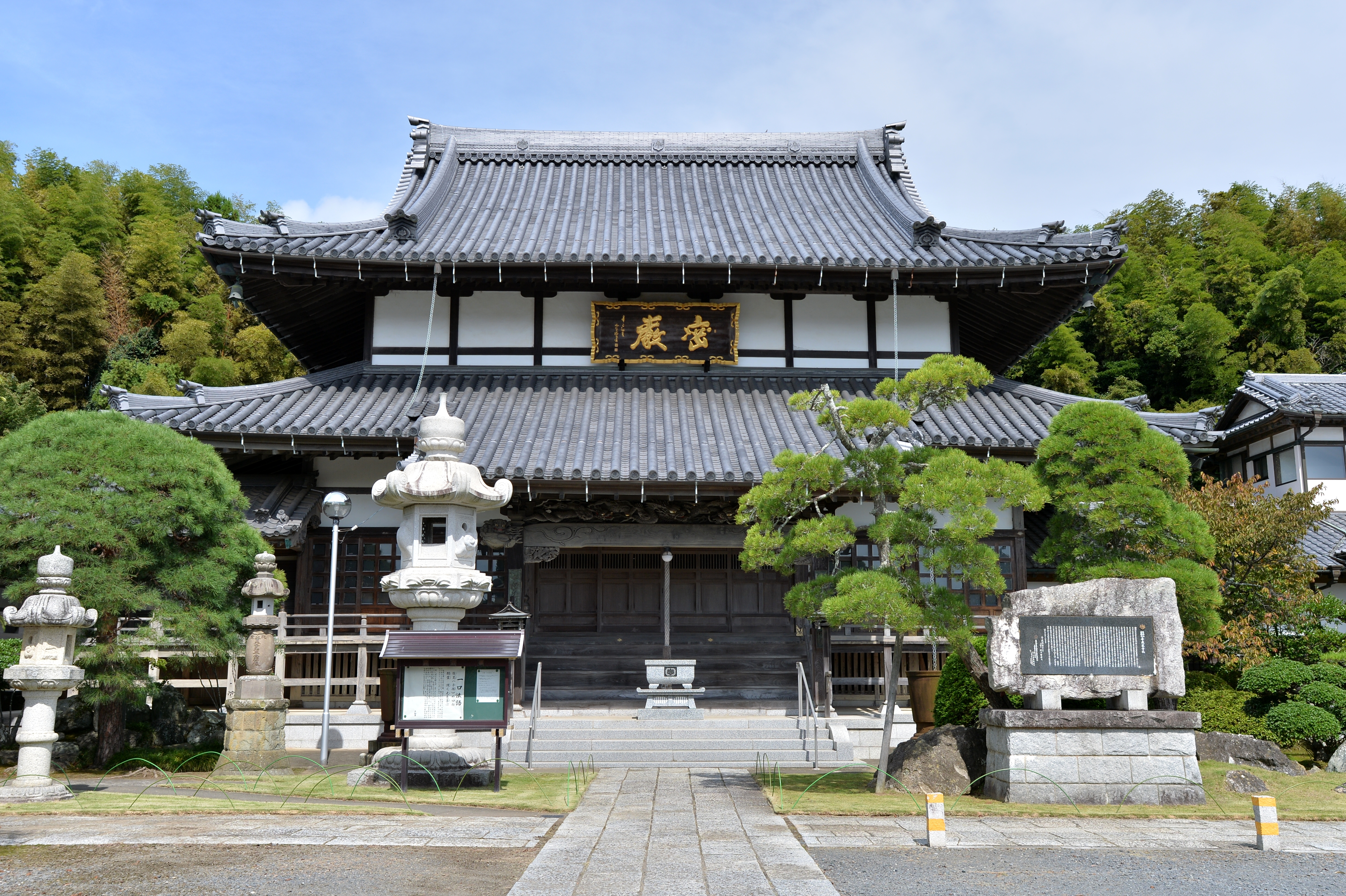
本堂
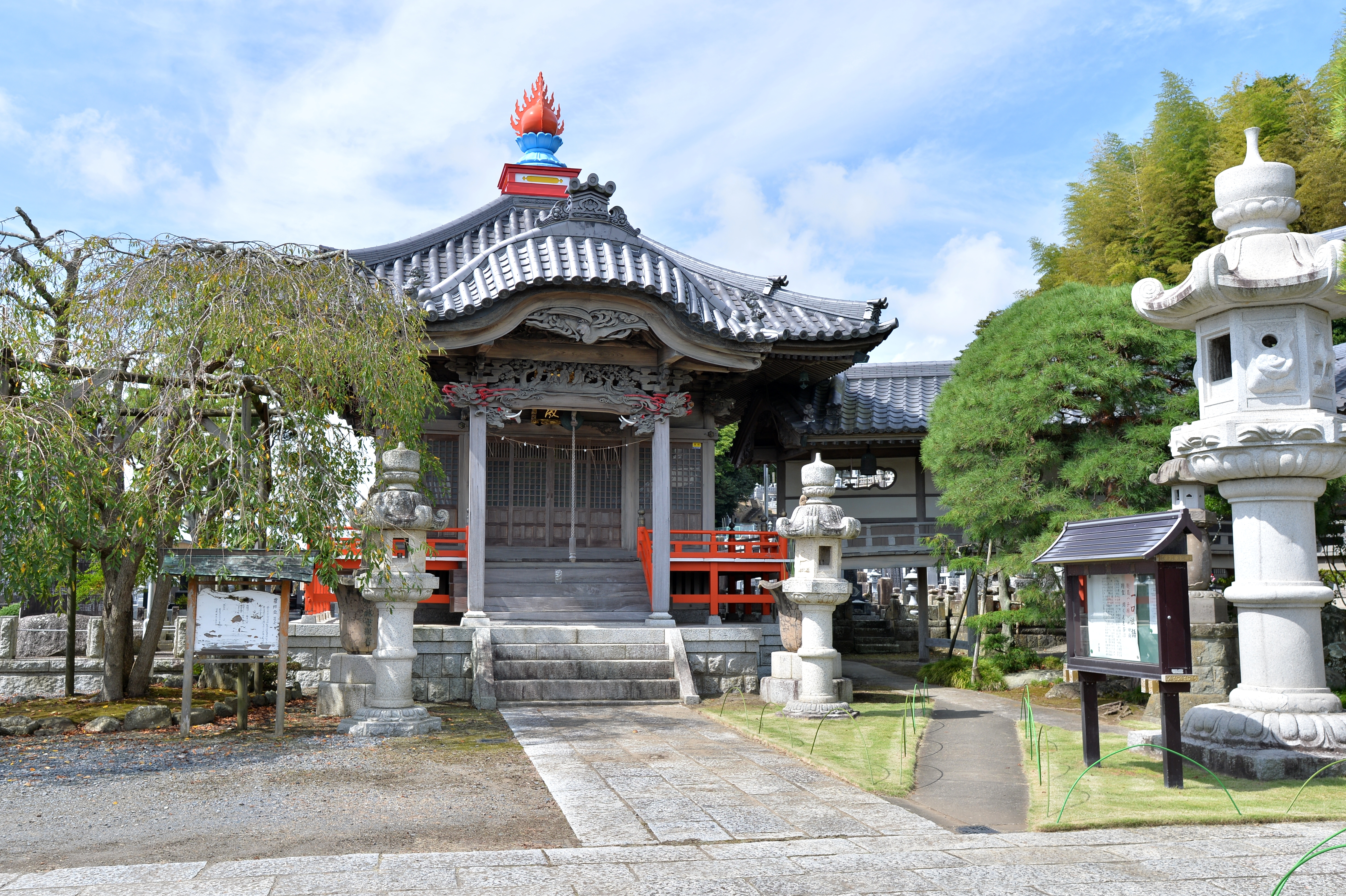
薬師堂
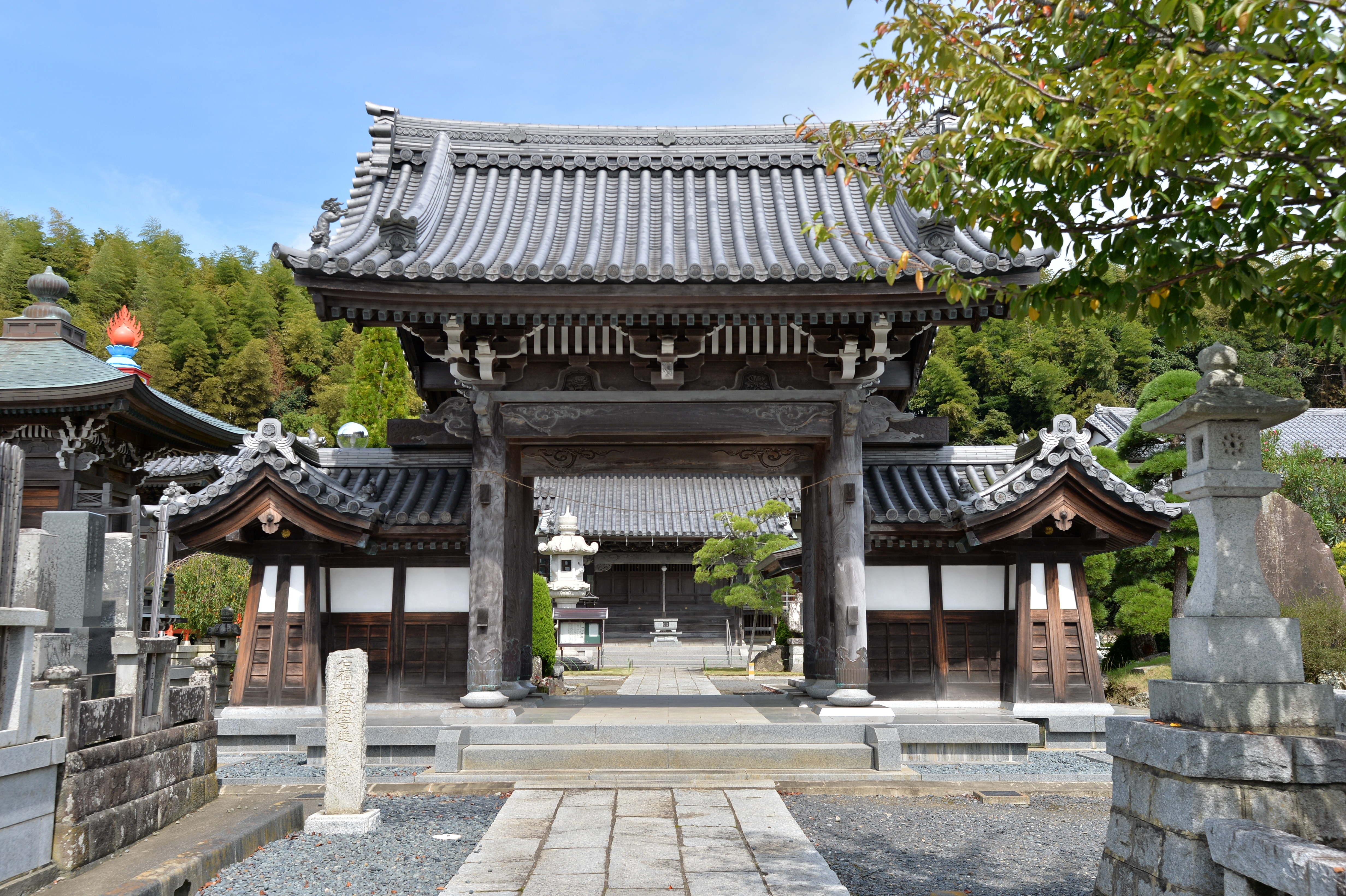
山門

## 文化財
- 華蔵院の梵鐘（茨城県指定文化財 昭和49年3月31日指定）[3]

## 交通アクセス
- 那珂湊駅より徒歩12分。